# Tamping Winarno
Tamping Winarno is een bestuurslaag in het regentschap Kendal van de provincie Midden-Java, Indonesië. Tamping Winarno telt 2096 inwoners (volkstelling 2010).